# Кунафин, Гиниятулла Сафиуллович
Кунафин Гиниятулла Сафиуллович (род. 22 ноября 1946, с. Саитбаба) — доктор филологических наук, профессор БГУ (ныне Уфимский университет науки и технологий), академик Международной тюркской академии, член союза писателей РФ и РБ, лауреат премий им. Дж. Киекбаева (2001), М. Гафури (2010) и М. Уметбаева (2011), Член-корреспондент АН РБ (2012 г.), «Заслуженный деятель науки РБ» (2009), «Заслуженный работник народного образования РБ» (1997), «Почетный работник высшего профессионального образования РФ» (2006).

## Биография
Кунафин Гиниятулла Сафиуллович родился 22 ноября 1946 года в с. Саитбаба Гафурийского района БАССР. После окончания Саитбабинской средней школы работал учителем, потом работником районной газеты «Звезда».
После прохождения службы в армии, он поступил на филфак БашГУ (ныне Уфимский университет науки и технологий), который окончил с красным дипломом. В 1973—1976 годах учился в аспирантуре БФАН СССР. Работал в 1976—1981 годах научным сотрудником Института истории, языка и литературы БФ АН СССР, в 1981—1999 годах старшим преподавателем, доцентом БГУ (ныне Уфимский университет науки и технологий).
Г. С. Кунафин был инициатором создания факультета башкирской филологии и журналистики БГУ (ныне Уфимский университет науки и технологий) и 10 лет (1990—2000) работал его первым деканом.
С 2000 года он возглавляет кафедру башкирской литературы до Великой Октябрьской социалистической революции. В 1977 году Г. С. Кунафин защитил кандидатскую диссертацию, а в 1998 году — докторскую диссертацию на тему «Развитие жанровой системы в башкирской поэзии XIX — начале XX веков». В 1999 г. ему присвоено звание профессора. С 1990 года он член Союза писателей РФ и РБ.
Участие в общественной жизни: руководство секцией литературной критики при Союзе писателей РБ. Был делегатом I, II и III Всемирного Курултая башкир, член его Исполкома, в 2000—2010 годах член Ревизионной комиссии Всемирного Курултая башкир.

## Труды
Кунафин Гиниятулла Сафиуллович — автор более 450 научных работ, включая 30 книг.
- Башкирские просветители-демократы XIX века. — М., 1981. — 256 с.
- Просветитель и писатель Мухаметсалим Уметбаев. — Уфа, 1991. — 256 с. (на башк. яз.).
- Башкирская литературная песенная поэзия XIX — начала XX века. — Уфа, 1997. — 155 с. (на рус. яз.).
- И песней, и сатирой. — Уфа, 1999. — 257 с. (на рус. яз.).
- Башкирская поэзия XIX — начала XX века. — Уфа, 2002. — 215 с. (на рус. яз.).
- Башкирская нарративная поэзия XIX — начала XX века. — Уфа, 2003. — 179 с. (на рус. яз.).
- Поэтическое эхо прошлого. — Уфа, 2004. — 314 с. (на рус. яз.).
- Башкирская литература XIX — начала XX века. — Нефтекамск, 2006. — 273 с. (на рус. яз.).
- Культура Башкортостана и башкирская литература в XIX — начале XX века. — Уфа, 2006. — 280 с.
- Духовное сияние времен. — Уфа, 2006. — 491 с. (на башк. яз.).
- Поэтическая радуга Акмуллы. — Уфа, 2006. — 238 с. (на башк. и рус. яз-х).

## Награды
Премии им. Дж. Киекбаева (2001), М. Гафури (2010) и М. Уметбаева (2011), «Заслуженный деятель науки РБ» (2009), «Заслуженный работник народного образования РБ» (1997), «Почетный работник высшего профессионального образования РФ» (2006).